# Unitat d'Intervenció en Muntanya
La d'Intervenció en Muntanya és una de les cinc peculiars unitats de l'Àrea Central de Suport Operatiu que ofereixen els seus serveis altament especialitzats a la resta d'àrees del cos de Mossos d'Esquadra. Actuen en entorns de muntanya i de difícil accés en general per rescatar persones accidentades o perdudes.

## Funcions

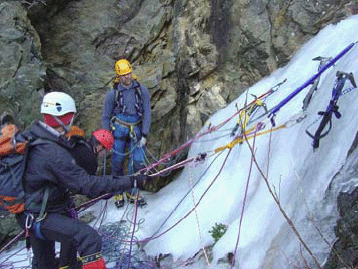
La UIM entrenant l'escalada en entorns gelats.

Concretament la Unitat d'Intervenció en Muntanya executa a la pràctica la funció encomanada a l'ACSO que li és pròpia:
1. Les tasques preventives de seguretat, la intervenció en accidents amb víctimes mortals, les funcions de policia judicial, la col·laboració en rescats o localització de persones o qualsevol altra activitat que es determini, en l'entorn de muntanya que requereixi una determinada especialització en relació amb l'adaptació en aquest entorn.

Més detalladament els seus serveis poden ser qualsevol dels següents:
- Actuacions policials en llocs de difícil accés.
- Investigació d'accidents de muntanya i realització d'informes tècnics policials com a policia judicial.
- Trasllats de cadàvers en llocs de difícil accés.
- Prevenció d'accidents de muntanya.
- Recerques policials en zones de difícil accés.
- Col·laboració amb els bombers en rescats de muntanya.
- Suport en la prevenció de caça furtiva i serveis relacionats de medi ambient.
- Seguretat en zones lúdiques de muntanya (pistes d'esquí, curses esportives, refugis...).
- Serveis de protecció de personalitats en zones rurals o de muntanya.

Aquesta unitat utilitza diferents disciplines com ara l'alpinisme, el descens per barrancs i aigües vives, l'escalada en roca, l'espeleologia, l'esquí de muntanya i alpí, orientació, nivologia i allaus, i tècniques d'autorescat. A més a més han de ser capaços d'executar qualsevol responsabilitat dels Mossos en l'entorn de muntanya, així que tenen formació també en determinades especialitats policials com ara la protecció de personalitats o la policia judicial. Durant la temporada d'esquí en algunes ocasions també fan funcions de seguretat ciutadana a les pistes i la muntanya, per a la qual cosa tenen una moto de neu.

## Funcionament
La unitat és dirigida per un cap, qui acostuma a ser un policia amb el rang de sergent, i un sotscap d'un rang inferior.
La quinzena d'agents d'aquesta unitat estan repartits en dos grups entre la Seu d'Urgell i Vielha. Durant el 2011 serà ampliada i s'espera poder obrir noves bases a Olot i al Complex Central per poder cobrir totes les necessitats que sorgeixin al país amb rapidesa.
Els mossos que en volen formar part han de passar un procés de selecció que consisteix a haver de realitzar determinades proves físiques i tècniques: una prova de d'esquí de muntanya en ascens, una de descens, una prova de natació i diverses proves d'escalada. Posteriorment han de fer el curs d'especialització a l'ISPC d'Intervenció en muntanya de 375 hores on reben formació en diverses disciplines: barranquisme, escalada, alpinisme estival i hivernal, escalada en gel, esquí de muntanya, espeleologia, nivologia… Després encara s'han de fer 300 hores de pràctiques més. Aquesta unitat exigeix un alt nivell de forma física i no és estrany que els seus membres siguin esportistes reconeguts.